# Northumbrian (locomotora)
La Northumbrian fue una de las primeras locomotoras de vapor. Construida por Robert Stephenson en 1830, se utilizó en la inauguración del Ferrocarril de Liverpool y Mánchester.

## Historia
Fue la última locomotora  0-2-2 de Stephenson al estilo de la Rocket, pero introdujo varias innovaciones, como el fogón tipo Stephenson en la caldera, y una caja de humos del diámetro completo de la caldera (y por lo tanto, la primera caldera de 'locomotora' verdadera). También disponía de un bastidor plano, un ténder plenamente funcional, y tenía los cilindros colocados en un ángulo relativamente bajo con respecto a la horizontal, lo que le proporcionaba un funcionamiento más suave. El avance en el diseño de las locomotoras en aquel momento se puede ver comparando esta máquina con la Planet de Stephenson, producida poco después aquel mismo año.